# Middletown (Indiana)
Middletown es un pueblo ubicado en el condado de Henry en el estado estadounidense de Indiana. En el Censo de 2010 tenía una población de 2322 habitantes y una densidad poblacional de 774,2 personas por km².

## Geografía
Middletown se encuentra ubicado en las coordenadas 40°3′34″N 85°32′34″O / 40.05944, -85.54278. Según la Oficina del Censo de los Estados Unidos, Middletown tiene una superficie total de 3 km², de la cual 2.99 km² corresponden a tierra firme y (0.17%) 0.01 km² es agua.

## Demografía
Según el censo de 2010, había 2322 personas residiendo en Middletown. La densidad de población era de 774,2 hab./km². De los 2322 habitantes, Middletown estaba compuesto por el 97.59% blancos, el 0.34% eran afroamericanos, el 0.09% eran amerindios, el 0.52% eran asiáticos, el 0% eran isleños del Pacífico, el 0.17% eran de otras razas y el 1.29% pertenecían a dos o más razas. Del total de la población el 0.78% eran hispanos o latinos de cualquier raza.